# Falaise (Ardenne)
Falaise è un comune francese di 354 abitanti situato nel dipartimento delle Ardenne nella regione del Grand Est.

## Società

### Evoluzione demografica
Abitanti censiti